# Audi Avus Quattro
L'Audi Avus Quattro est un prototype d'automobile produit et présenté par Audi en 1991.

## Technologie

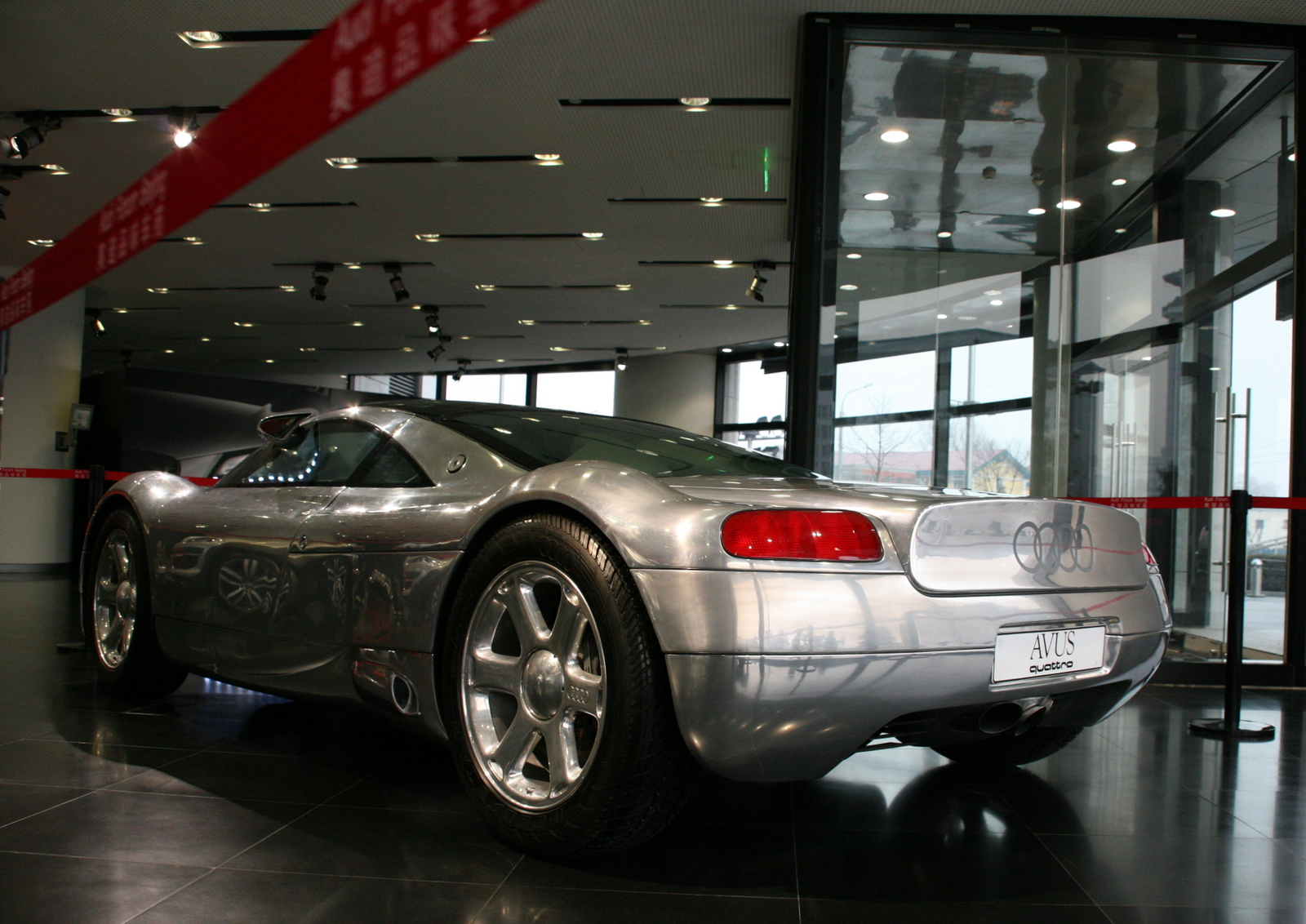
Arrière du concept.

Le véhicule a une carrosserie en aluminium sur un châssis tubulaire et un moteur central. L'Avus est équipée d'un moteur 12 cylindres en W (trois rangées de quatre cylindres à un angle de 60° les uns par rapport aux autres) d’une cylindrée de 6 L avec 5 soupapes par cylindre pour un total de 60 soupapes, cela fournissait 509 chevaux (374 kW) permettant, selon l’entreprise, une vitesse de pointe de 340 km/h et un 0 à 100 km/h effectué en environ 3 secondes. La boîte de vitesses à six rapports aurait été manuelle et toutes les roues auraient été motrices. Un moteur factice en bois et en plastique a été installé dans le modèle d’exposition. Le véhicule a été nommé d’après l’hippodrome AVUS de Berlin.
« AVUS » est l'abréviation de « Automobil-Verkehrs- und Übungs-Straße GmbH » (route de circulation et d'essai automobile en allemand) célèbre circuit d'essai construit en 1921 à Berlin, long de 10 km.
Le 6 mars 1934, Hans Stuck y a établi un record du monde à la moyenne de 217,11 km/h avec sa Auto Union P (P pour Porsche) de course à seize cylindres et une vitesse de pointe de 270 km/h. Ce record fut suivi d'une série exceptionnelle de records du monde et de victoires pour Auto Union (devenu Audi).